# Gibbocerambyx aurovirgatus
Gibbocerambyx aurovirgatus är en skalbaggsart som först beskrevs av J. Linsley Gressitt 1939.  Gibbocerambyx aurovirgatus ingår i släktet Gibbocerambyx och familjen långhorningar. Inga underarter finns listade i Catalogue of Life.